# Belgrád ostroma (1787)
Belgrád 1787-es ostroma egy meglepetéstámadás volt a Habsburg Birodalom részéről, Belgrád elfoglalására. A támadásra az osztrák–orosz–török háború részeként 1787. december 2-án került sor. A felkészülés hiányosságai miatt a vállalkozás sikertelenül végződött.

## A támadás előkészítése
A támadás megágyazásához az 1780-as években szerb nemzetiségű császári-királyi tiszteket szórtak szét az Oszmán Birodalom területén. Belgrádba egy Mihalovich János nevű szerb származású százados került. Fegyvereit elrejtette, és egy előre beszervezett szerb kereskedő szolgálatába állt. Innen egy előre megrendezett fizikai bántalmazás után a janicsárokhoz került, ahol tizedesnek megfelelő rendfokozatot ért el. Mihalovich megfigyelte, hogy az őrség sokszor elalszik szolgálatban vagy ópiumot fogyaszt. Továbbá sikerrel nyerte meg Belgrád görög és szerb lakosságának támogatását. 1787 őszén II. József kiadta a parancsot Belgrád bevételi tervének elkészítésére. A vállalkozás vezetőjéül az épp Budán állomásozó borbereki báró Alvinczy József tábornokot választották ki, aki gyors terepszemle után már kész tervvel állt a császár elé. 1787 októberében kiválasztotta a részt vevő csapatokat. Ezek a Petrasch (53. (Pálffy), 19. (Alvinczy), 37. (De Vins) gyalogezredek gránátos osztályai) a Spielmann (39. (Nádasdy), 33. (Esterházy Miklós), 52. (Károlyi) gyalogezredek gránátos osztályai) a Kämpf (2. (Ferdinánd Károly főherceg), 34. (Esterházy Antal), 32. (Gyulai Sámuel) gyalogezredek gránátos osztályai) és a Poppini (31. (Orosz), 51. (Gyulai Ferenc) gyalogezredek gránátos osztályai) gránátos zászlóaljak, egy 1-1 zászlóaljat a 33. (Esterházy Miklós), 34. (Esterházy Antal) a 32. (Gyulai Sámuel) és a 2. (Ferdinánd Károly főherceg) gyalogezredektől és két dragonyos ezred kikülönített csapatai voltak. Míg a csapatok elérték a gyülekezési helynek kijelölt Banovcét, elkészültek az ostromlétrák és leszállították a kapurobbantáshoz szükséges petárdákat is. Belgrádban Mihalovich százados pontos vázlatokat készített az erődítményről, és a kapuk kulcsairól másolatot készíttetett.
A terv az volt, hogy adott jelre a Mihalovich által beszervezett szerb és görög nemzetiségű segítők megölik az őröket, kinyitják a kapukat, és beszögelik az ágyúkat. Számukra több szélpuska is becsempészésre került a várba. A betörés után a 19. (Alvinczy) gyalogezred gránátosainak feladata lett volna a vár parancsnokának foglyul ejtése Liptay Antal százados vezetésével. A támadás idejének október 15-ét tűzték ki. A támadást végül elhalasztották, mivel a várban valaki kiszivárogtatta a tervet, így a törökök megerősítették az őrséget és éberebbek lettek. A támadás új időpontja 1787. december 2-áról 3-ára virradó éjszaka lett.
A végrehajtásra két rohamoszlopot hoztak létre. Az elsőt a gránátosok alkották, őket Alvinczy személyesen vezette. Őket is szélpuskákkal látták el a hangtalanság miatt. Ők támadtak elsőnek. A gyalogoszászlóaljakból álló második oszlopot Sztáray gróf tábornagy a dragonyosokat Gemmingen báró altábornagy vezette. Az összes parancsnok mellé osztottak be két tolmácsot és egy vezetőt, valamint kisszámú utász, hidász és tüzér is a vállalkozással tartott.

## A támadás és a visszavonulás
A rohamoszlopokat 1787. december 2-án este fél hétkor hajózták be. A gyülekezési helyül a „Disdar” és „Netvisser” kapukat jelölték ki. Az idő ködösre és hidegre fordult, de ez csak kedvezett a támadóknak mivel a várfalon strázsáló törökök fedett meleg helyre húzódtak. Az induláskor több szállítóhajó összeütközött, és ereszteni kezdett, valamint a szél is viharos erejűvé vált. A nagy kavarodásban csak a gránátosok értek el Belgrádot. A gyalogos kötelék három kilométerre a várostól ért partot, míg a dragonyosok a városon jócskán túlhaladva, Pancsováig jutottak. Az Alvinczy vezette csapatok előőrse éjfélkor érte el a várost. Hajnali háromra befutottak a hidegtől átfagyott gránátosok. A Mihalovich vezette különítmény közben kinyitotta a kapukat és megölte az őröket. Hajnalban a tüzeket felélesztő török őrök meglepődtek a kapuk előtt álló magyar gránátosok láttán, akik azzal vágták ki magukat, hogy rablók üldözése miatt jutottak el ide. Ez a körülmény az akció lefújását eredményezte.
A törökök a halott őröket és beszögezett ágyúkat a város keresztény lakosságán bosszulták meg.
Alvinczy Zimonyba visszaérve vizsgálat elrendelését kérte maga ellen. A vizsgálat az akció sikertelenségét a vízi szállítással megbízott alakulat felkészületlenségével magyarázta.